# Вілла Дзівінського
Ві́ллу Дзі́вінського або Ві́ллу на «Хре́сті» спроєктували одні з найвідоміших архітекторів Львова Юліан Захаревич та Іван Левинський. Будівництвом займалася фірма Івана Левинського, його розпочали 1899 року й воно тривало лише один рік. 1900 року з'явилася нова будівля, яка зберегла свій первісний вигляд до наших днів, а саме, під вікнами збереглися керамічні орнаменти та частково черепиця на шпильчастій вежі. Фасади оформлені нетинькованою цегляною кладкою, вирізняються яскравим керамічним декором (полив’яні кахлі) та різьбленими деталями.

## Розташування
Перехрестя вулиць сучасних Генерала Чупринки, Київської та Котляревського вже понад півстоліття називають Хрестом. Непарна сторона сучасної вулиці Чупринки колись належала до житлової дільниці «Кастелівка». Відповідно і за місцем розташування, будівлю, що розташована на вулиці Чупринки, 21, називають віллою на «Хресті».

## Відомі мешканці будинку
У 1910—1920 роках тут мешкав ректор Львівської політехніки Плацид Заслав Дзівінський. Після Першої Світової війни він належав багатому львівському купцю Шуліму Валлаху, у 1928 — першій половині 1930-х років — відомому львівському піаністу єврейського походження Леопольду Мюнцеру, який розділив трагічну долю тисяч своїх співвітчизників – євреїв, загинув у Янівському таборі смерті. Відомий піаніст грав у сумнозвісному табірному оркестрі.
У другій половині 1930–х років в будинку мешкала родина Володимира Кузьмовича, посла до сейму Другої Речі Посполитої, голови Секретаріату УНДО. 30 вересня 1939 року Володимира Івановича заарештовано, а 5 жовтня 1940 року засуджено до 8 років таборів. Помер на засланні у Комі АРСР.
Після другої світової війни в будинку жив найодіозніший його власник — Микола Олексійович Островерхов. Його постать і досі овіяна чутками. Микола з'явився у Львові після війни. Народився в Білій Церкві в родині військового (батько був генералом Радянської армії), навчався у Ленінградському інституті сценічного мистецтва на режисерському факультеті, але навчання не закінчив. До Львова Микола навідувався ще за «перших Совітів» — займався стенографією та декораціями Львівської опери. З початком війни втік до Алма-Ати, але з відходом німців уже у 1944 році повернувся до Львова.
За своє життя зібрав величезну колекцію творів мистецтва використовуючи методи цинічного злодія та мародера. Куплені за безцінь, забрані погрозами чи просто вкрадені речі зі старих квартир, із закритих та діючих храмів, цвинтарів, бібліотек, музеїв… Навіть відразу по його смерті у 1989 році правомірність набуття цінностей почали захищати колишні працівники КДБ. Було проведено опис майна працівниками галереї, нотаріус і представники Музею приватних колекцій, Фонду культури й історичного музею складали понад два тижні. Тільки найцінніші речі зайняли 121 сторінку машинописного тексту. Збірку описали та перевезли до Львівської Картинної галереї, використавши для транспортування 11 автомашин. Був суд, за рішенням якого близько двох тисяч речей визнано такими, що мають музейну цінність і походять із нашого регіону. Вони залишились у Львівській картинній галереї, а решту, відповідно до заповіту, забрав до Одеси його брат — Олексій Островерхов.
Нині приміщення вілли Дзівінського належить Науковому товариству імені Тараса Шевченка.